# Луминица Одобеску
Луминица-Теодора Одобеску (на румънски: Luminița-Teodora Odobescu) е румънска дипломатка, член на Националната либерална партия. Министърка на външните работи в правителството на Марчел Чолаку (от 15 юни 2023 г.). Освен родния си език тя владее английски и френски, и отчасти испански.

## Биография
Родена е на 3 май 1969 г. в град Регин, Социалистическа република Румъния. През 1992 г. завършва Букурещката академия за икономически изследвания и получава докторска степен по международни икономически отношения. От 1992 до 1995 г. е научен сътрудник в института „Вирджил Маджару“.
От 1995 до 1999 г. заема различни позиции в отдел „Външна търговия на Европейския съюз“ в Министерството на външните работи на Румъния. От 1999 до 2002 г. е била началник на отдел „Външна търговия“ в Министерството на външните работи, нейните отговорности са свързани с управлението на търговските отношения между Румъния и Европейския съюз (ЕС) в рамките на Споразумението за асоцииране с Европейския съюз. От 2002 до 2007 г., като дипломат в Постоянното представителство на Румъния към ЕС в Брюксел, като ръководи редица важни преговори за присъединяването на Румъния към ЕС, като засяга теми свързани с енергетиката, икономическия и паричен съюз, данъчното облагане, търговията. Тя ръководи преговорите за управлението на търговските отношения на Румъния с ЕС и предприемането на мерки за търговска защита. След присъединяването на Румъния към ЕС тя координира и подготвя срещите на Комитета на постоянните представители на държавите-членки на ЕС. От юни 2008 до февруари 2012 г. е генерален директор на отдел „Европейски съюз“ в Министерството на външните работи, отговарящ за управлението на всички въпроси, свързани с ЕС и двустранния политически диалог със страните членки на ЕС и страните кандидатки за членство в ЕС (включително Турция), а също при Европейската асоциация за свободна търговия (ЕАСТ).
На 24 февруари 2012 г. тя е назначена за държавен секретар в министерството на външните работи на Румъния. На 15 юни 2023 г. е назначена за министър на външните работи на Румъния в правителството, ръководено от министър-председателя Марчел Чолаку, на мястото на Богдан Ауреску.

## Награди
- Орден на звездата на Румъния (2019)[2]
- Орден за дипломатически заслуги (2007)[2]
- Орден на княз Ярослав Мъдри – III степен (4 септември 2023 г., Украйна) – за значителен личен принос за укрепване на междудържавното сътрудничество, подкрепа на държавния суверенитет и териториалната цялост на Украйна, популяризиране на украинската държава в света[3]
- Орден на Почетния легион (2015 г., Франция)
- Голям кръст за заслуги със звезда на Ордена за заслуги на Федерална република Германия (2023 г., Германия)